# Саммит G-20 в Нью-Дели (2023)
Саммит G-20 в Нью-Дели — восемнадцатая встреча глав государств Группы двадцати (G20), прошедшая 9—10 сентября 2023 года в Индии, в городе Нью-Дели (изначально он должен был пройти 1 декабря 2023 года).

## Участники саммита
Российский президент Владимир Путин отказался участвовать во встрече, как и годом ранее. Россию так же представил министр иностранных дел Сергей Лавров. 
Впервые встречу пропустил глава Китая Си Цзиньпин — китайскую делегацию возглавил премьер-министр Ли Цян. По некоторым данным, причиной стало ухудшение экономической ситуации в стране и деградация отношений Индии и Китая.  
На саммит также не был приглашён президент Украины Владимир Зеленский, хотя этого добивались от Индии западные страны (как это было на прошлогодней встрече на Бали). Глава МИД Индии Субраманьям Джайшанкар отметил, что власти страны рассматривают «Двадцатку» как международную площадку с обсуждением вопросов экономики, а не конфликта на Украине. Этот саммит также стал последним для президента Аргентины Альберто Фернандеса, премьер-министра Великобритании Риши Сунак, президента Индонезии Джоко Видодо и премьер-министра Японии Фумио Кисида.

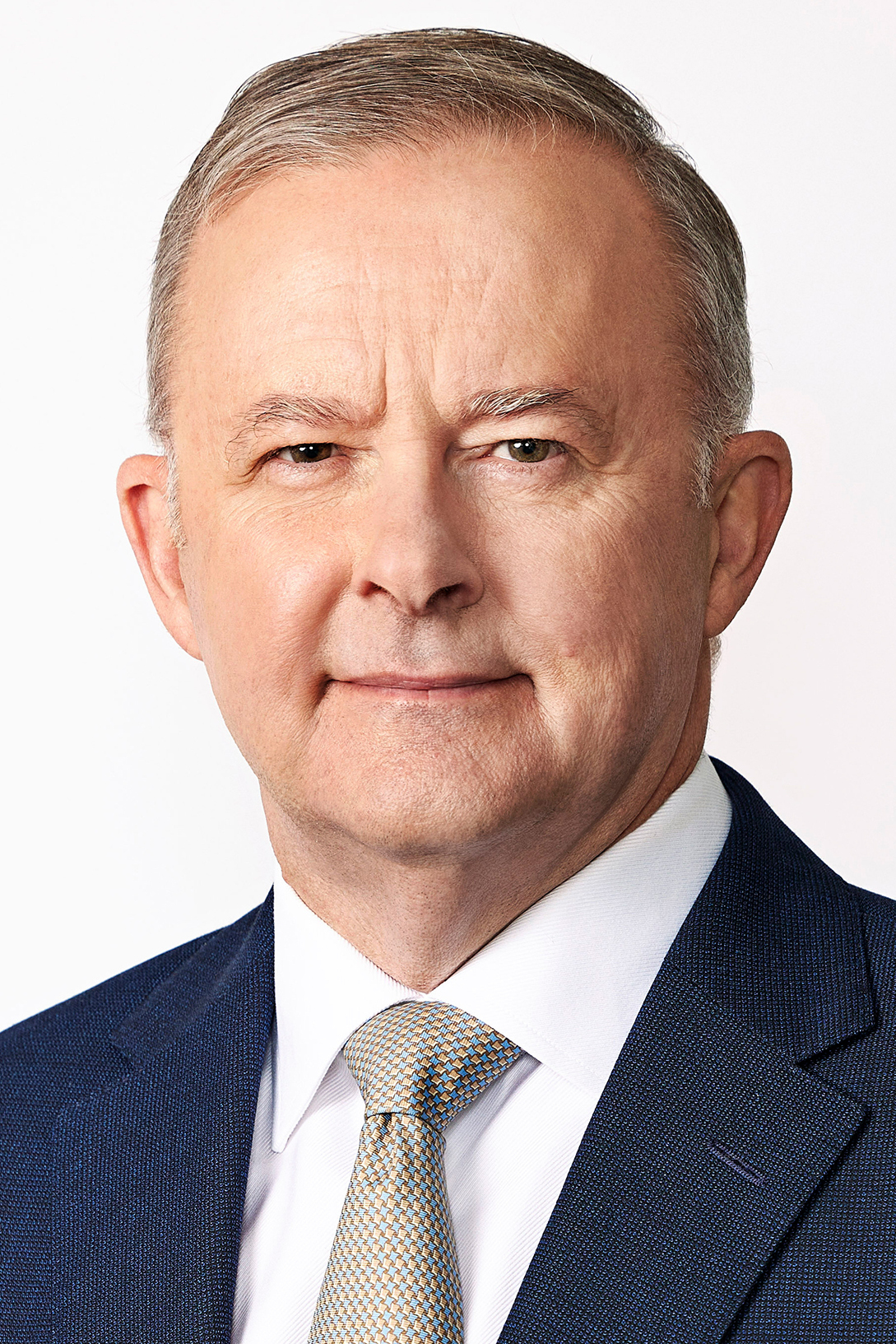
Австралия Энтони Албаниз, Премьер-министр
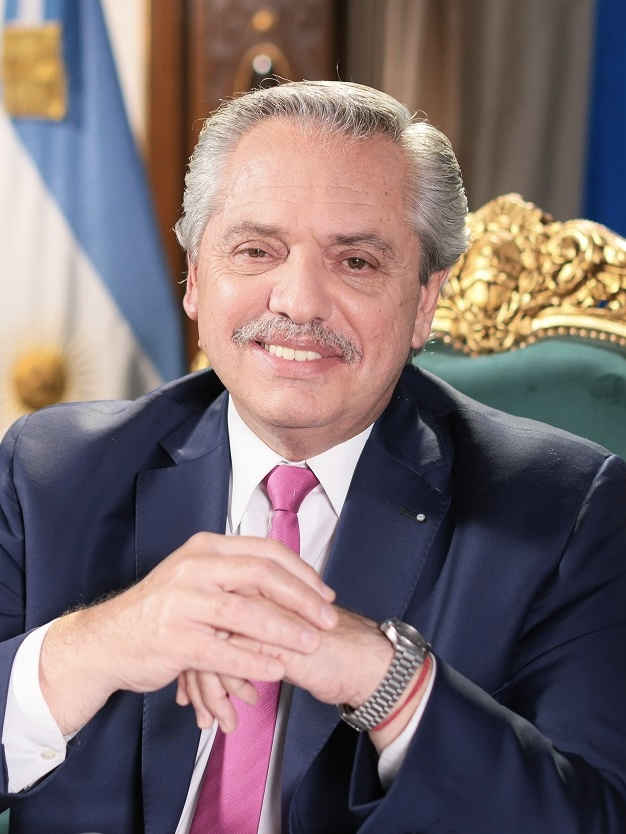
Аргентина Альберто Фернандес, Президент
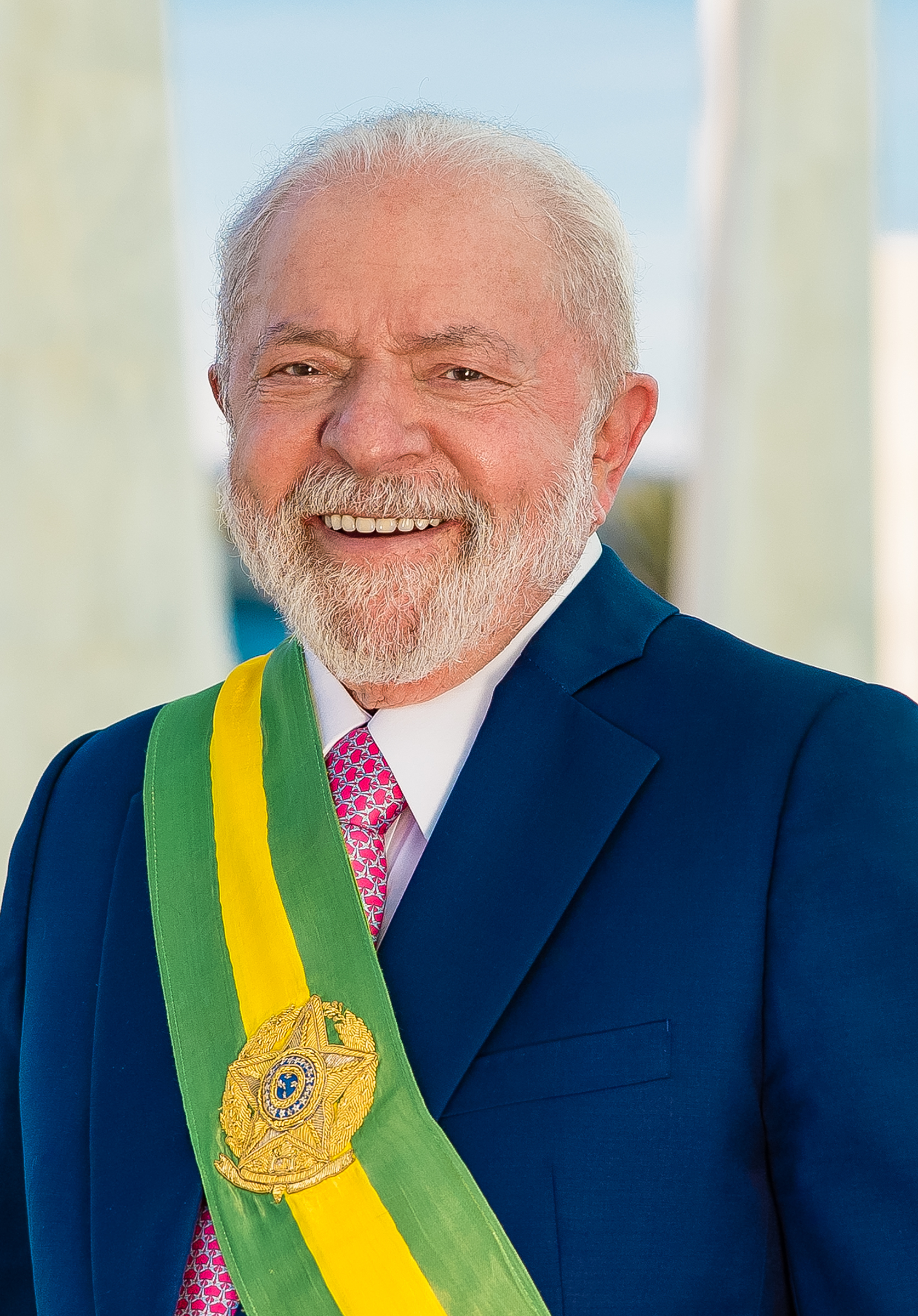
Бразилия Луис Инасиу Лула да Силва, Президент
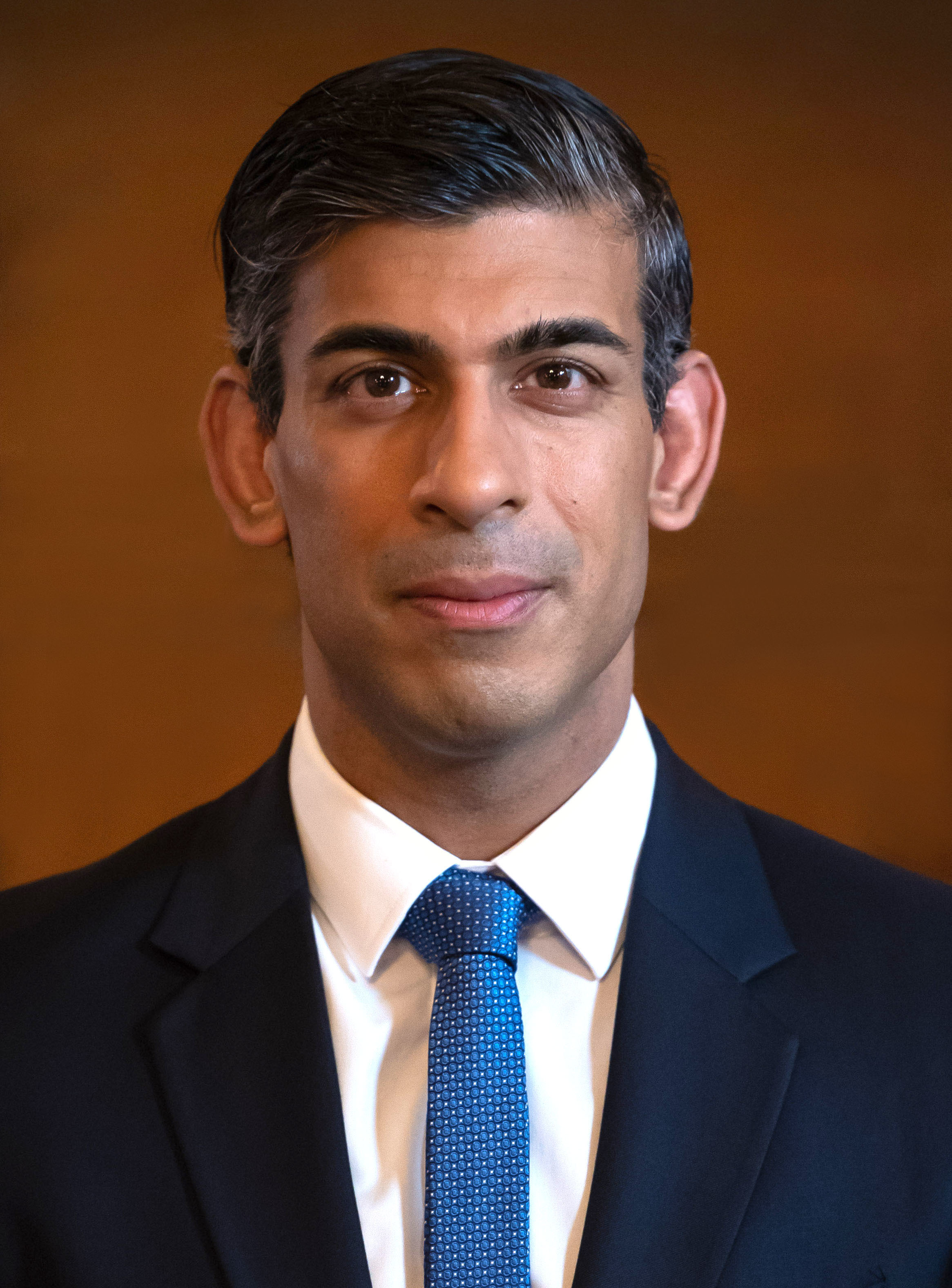
Великобритания Риши Сунак, Премьер-министр
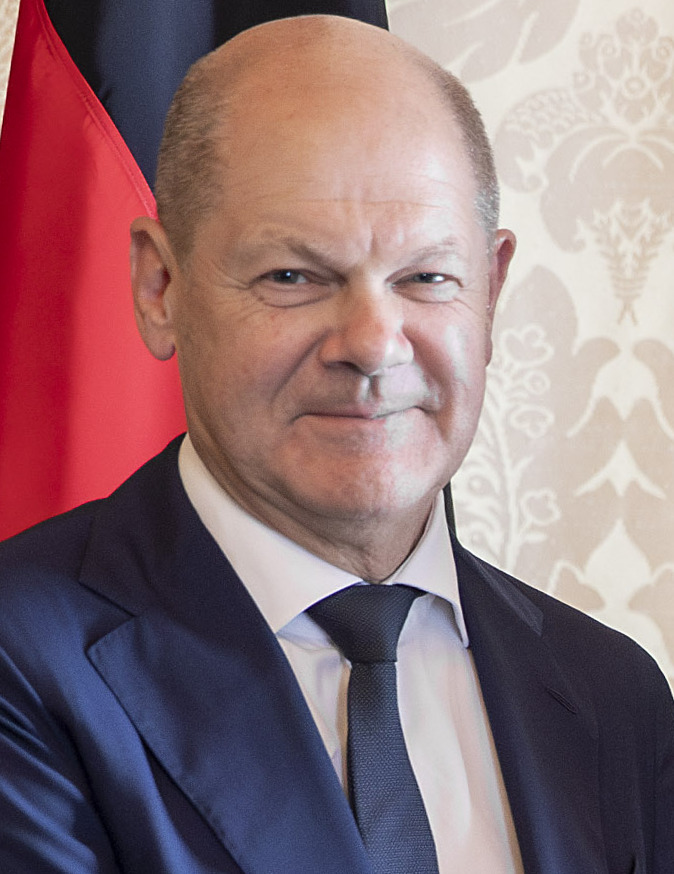
Германия Олаф Шольц, Канцлер
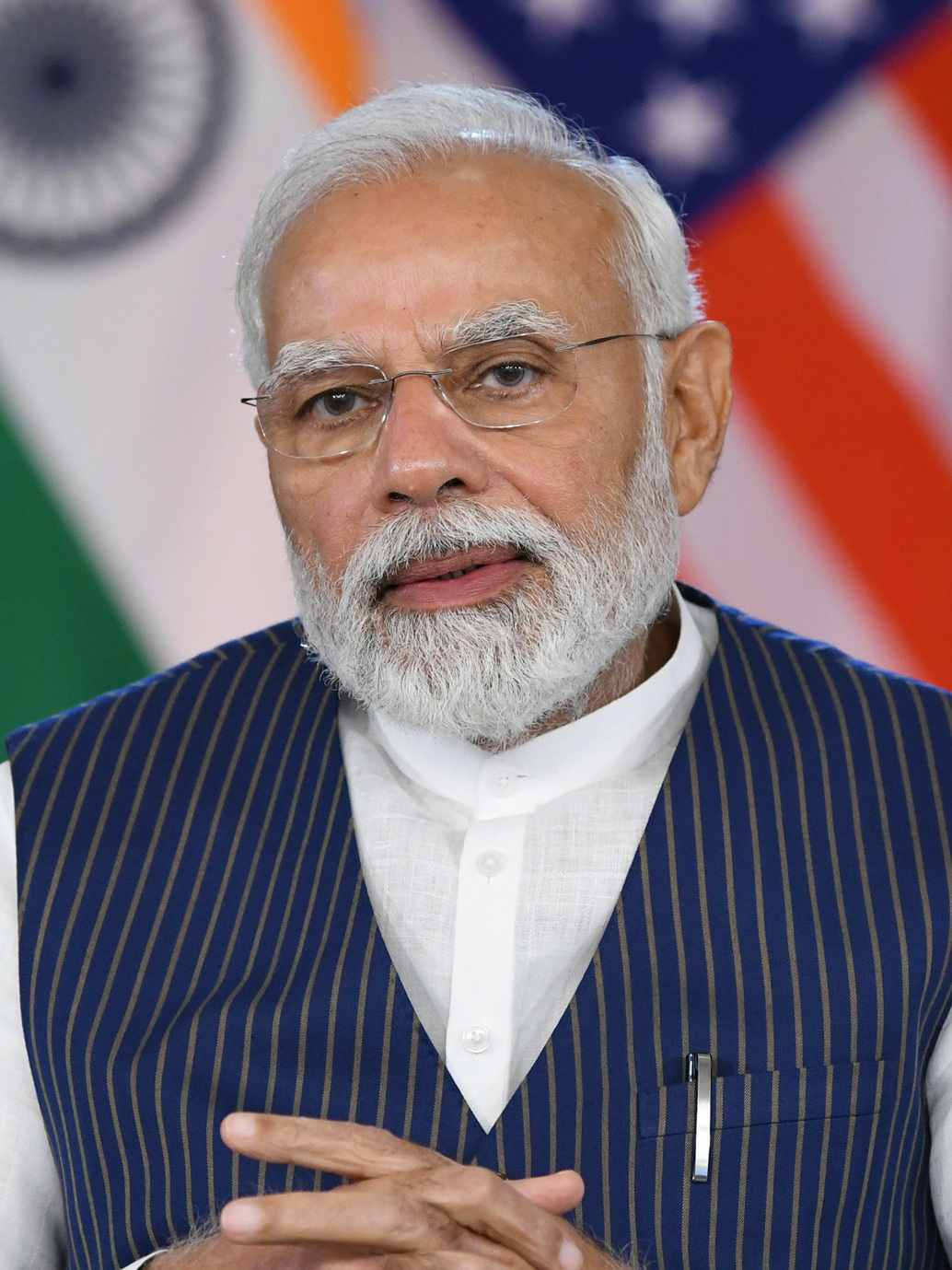
Индия Нарендра Моди, Премьер-министр, Хозяин саммита
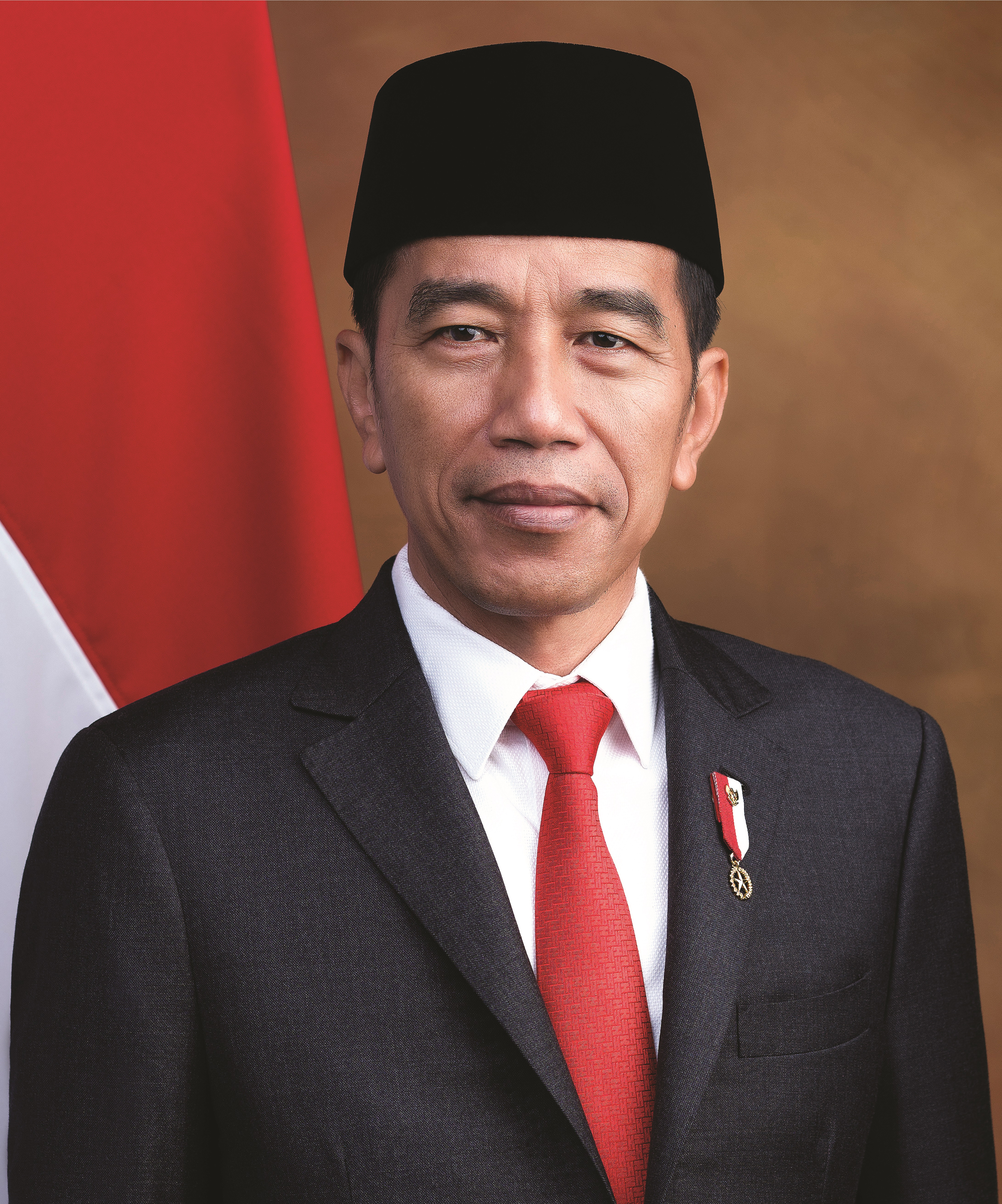
Индонезия Джоко Видодо, Президент, Председатель АСЕАН в 2023 году
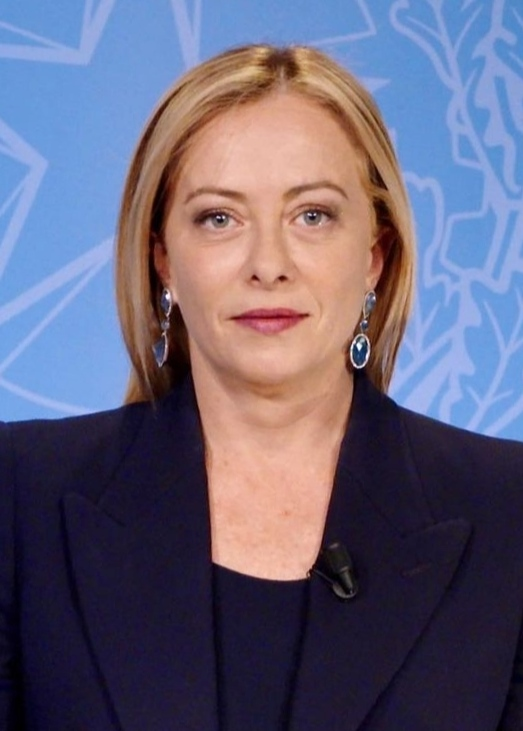
Италия Джорджа Мелони, Премьер-министр
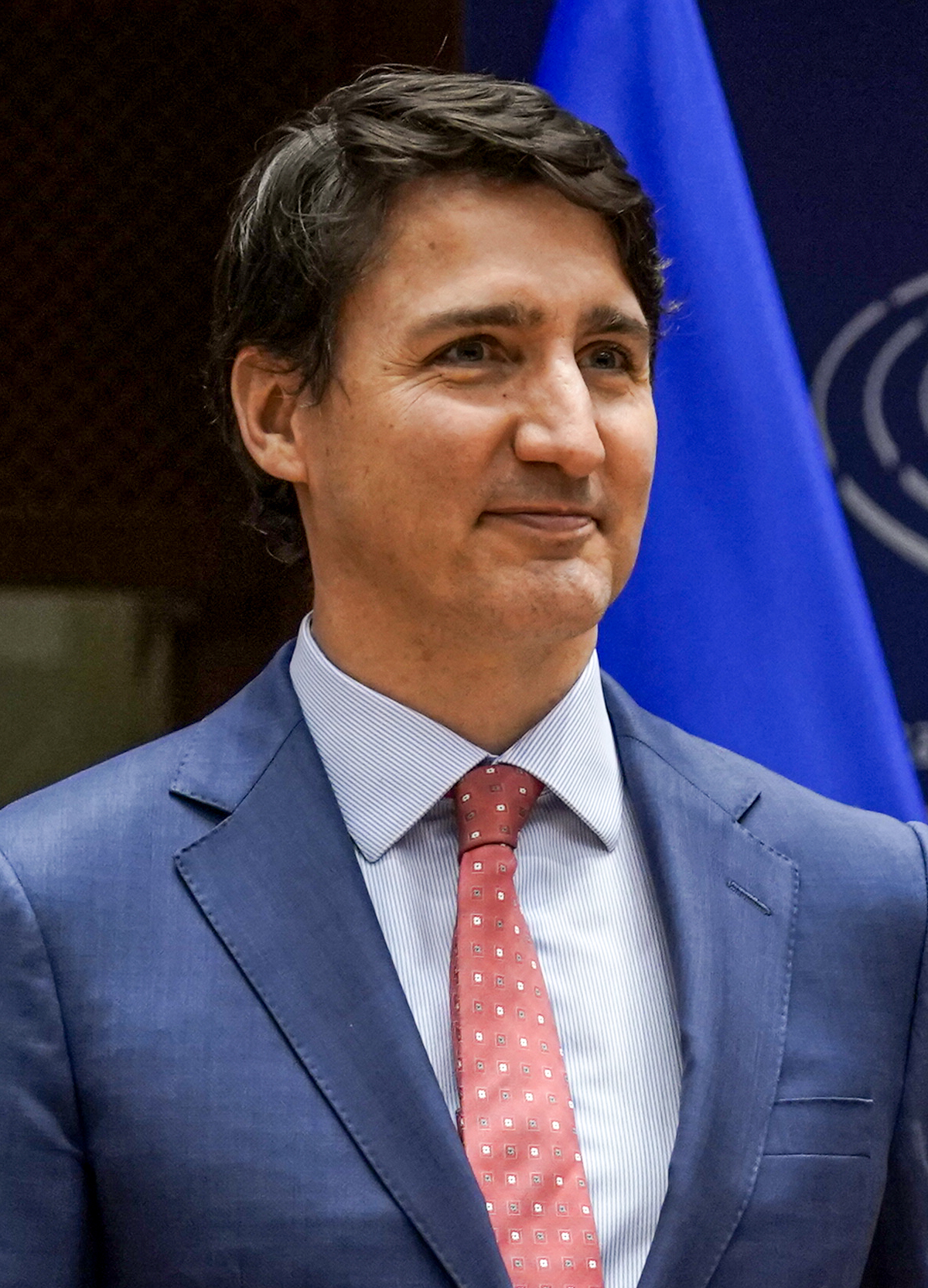
Канада Джастин Трюдо, Премьер-министр
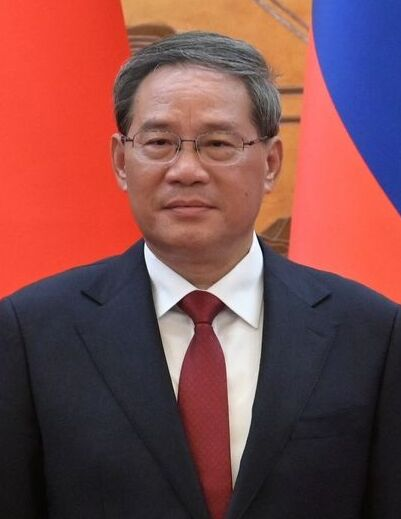
Китай Ли Цян, Премьер-министр
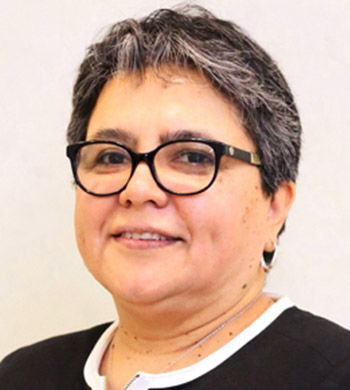
Мексика Ракель Буэнростро Санчес, Министр экономики
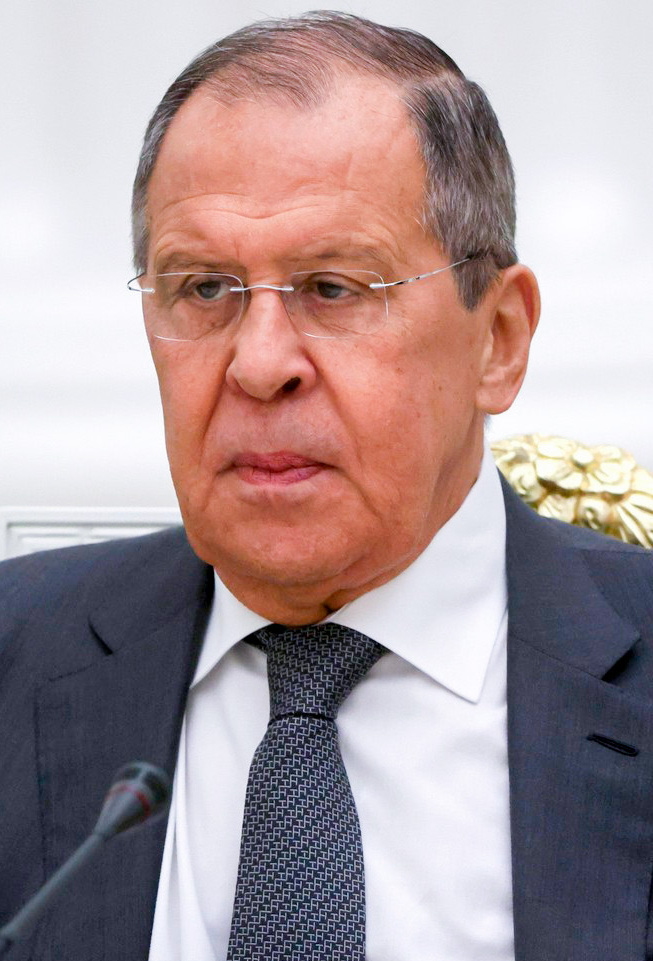
Россия Сергей Лавров, Министр иностранных дел
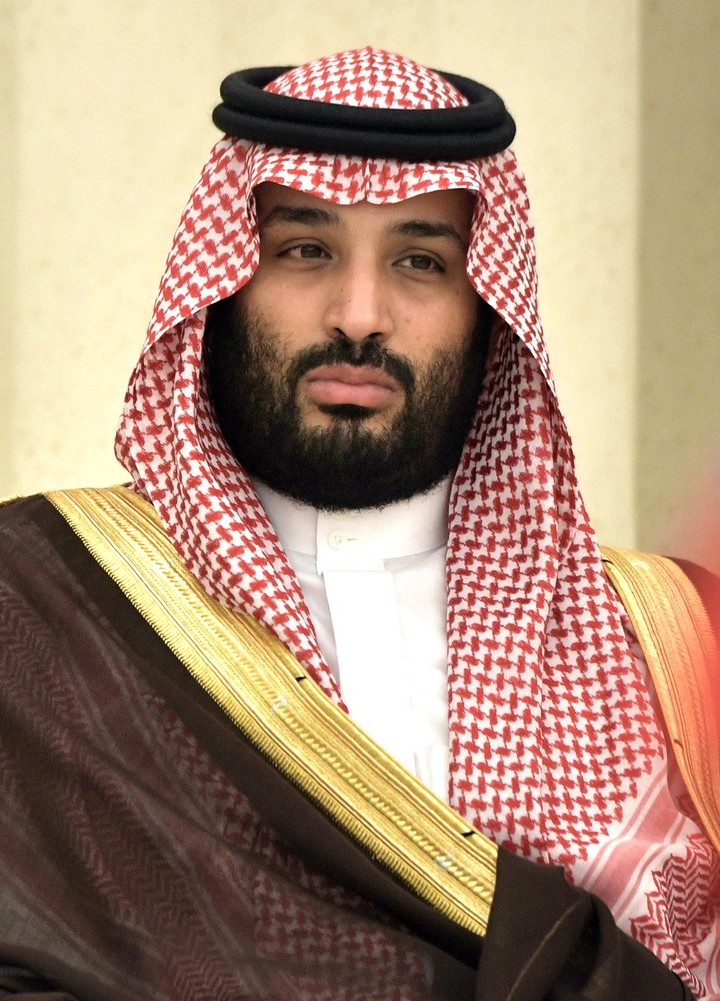
Саудовская Аравия Мухаммед ибн Салман Аль Сауд, кронпринц
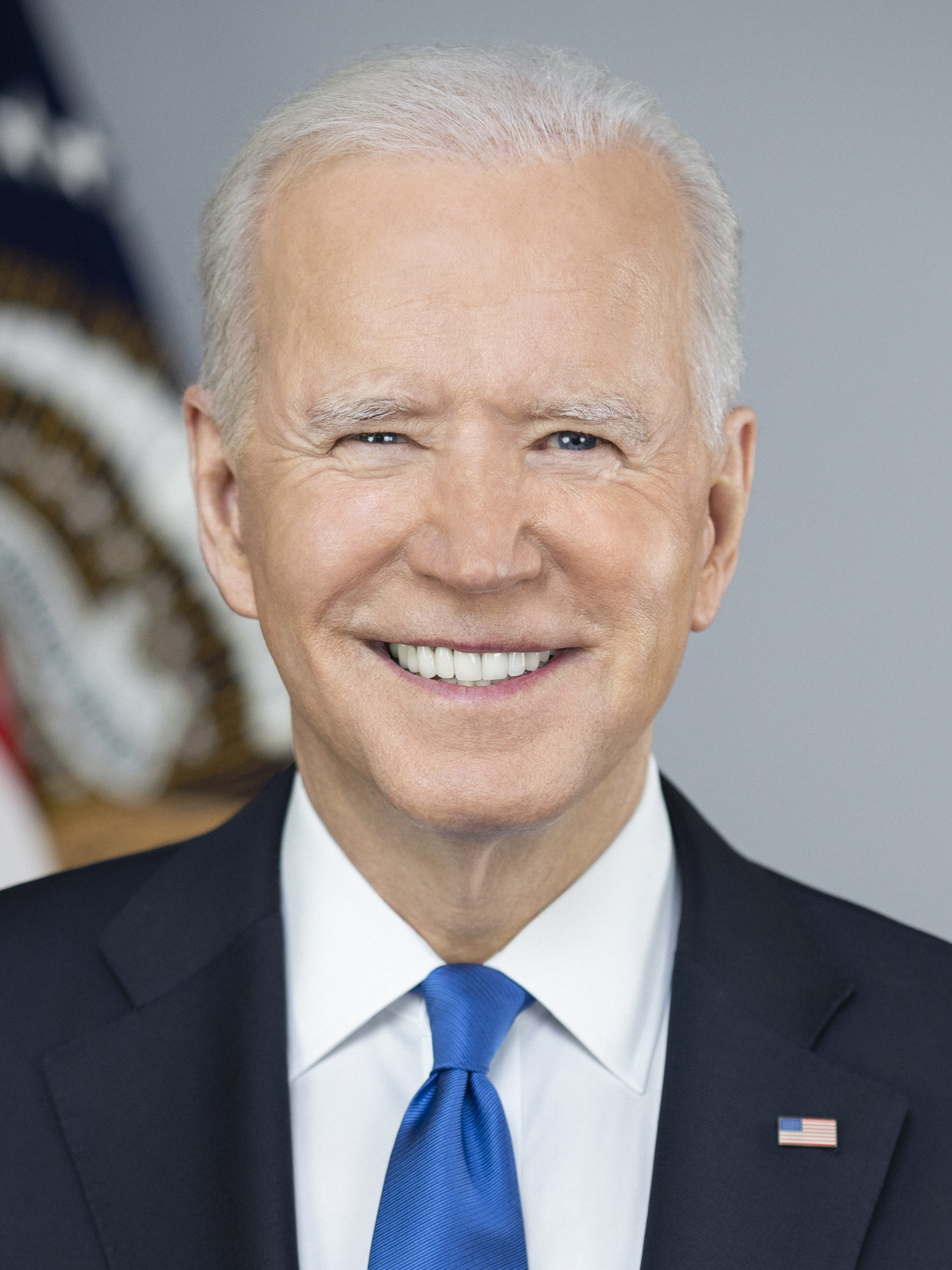
США Джо Байден, Президент
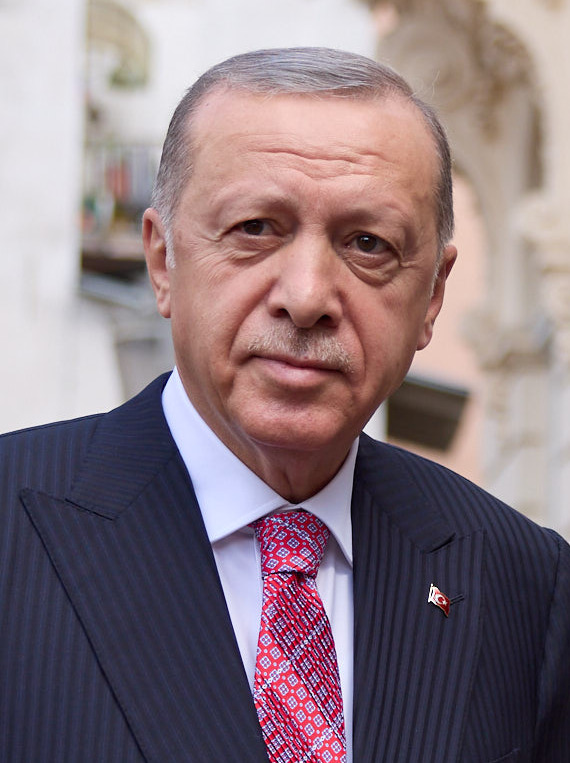
Турция Реджеп Эрдоган, Президент
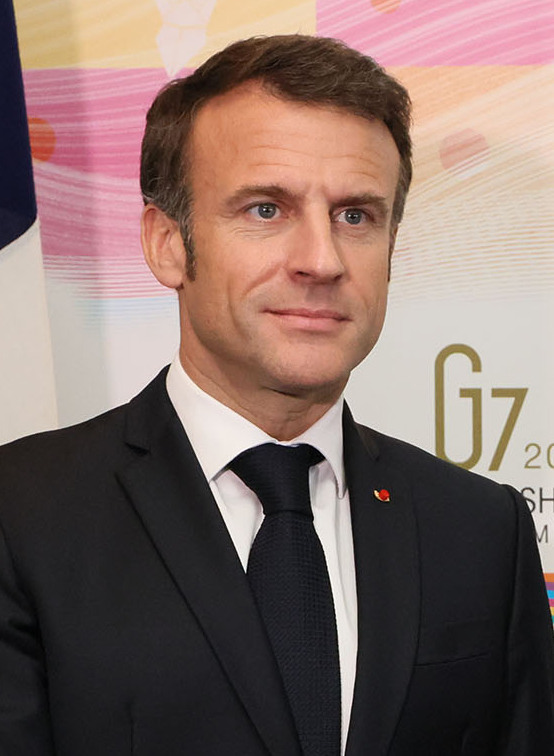
Франция Эмманюэль Макрон, Президент
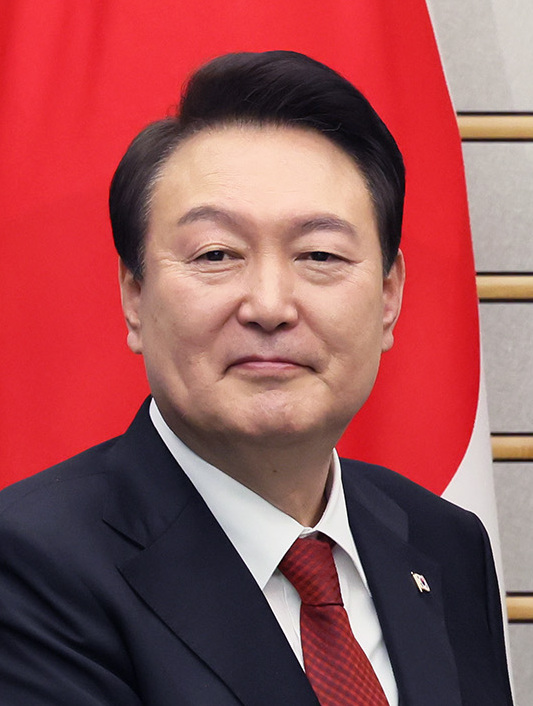
Республика Корея Юн Сок Ёль, Президент
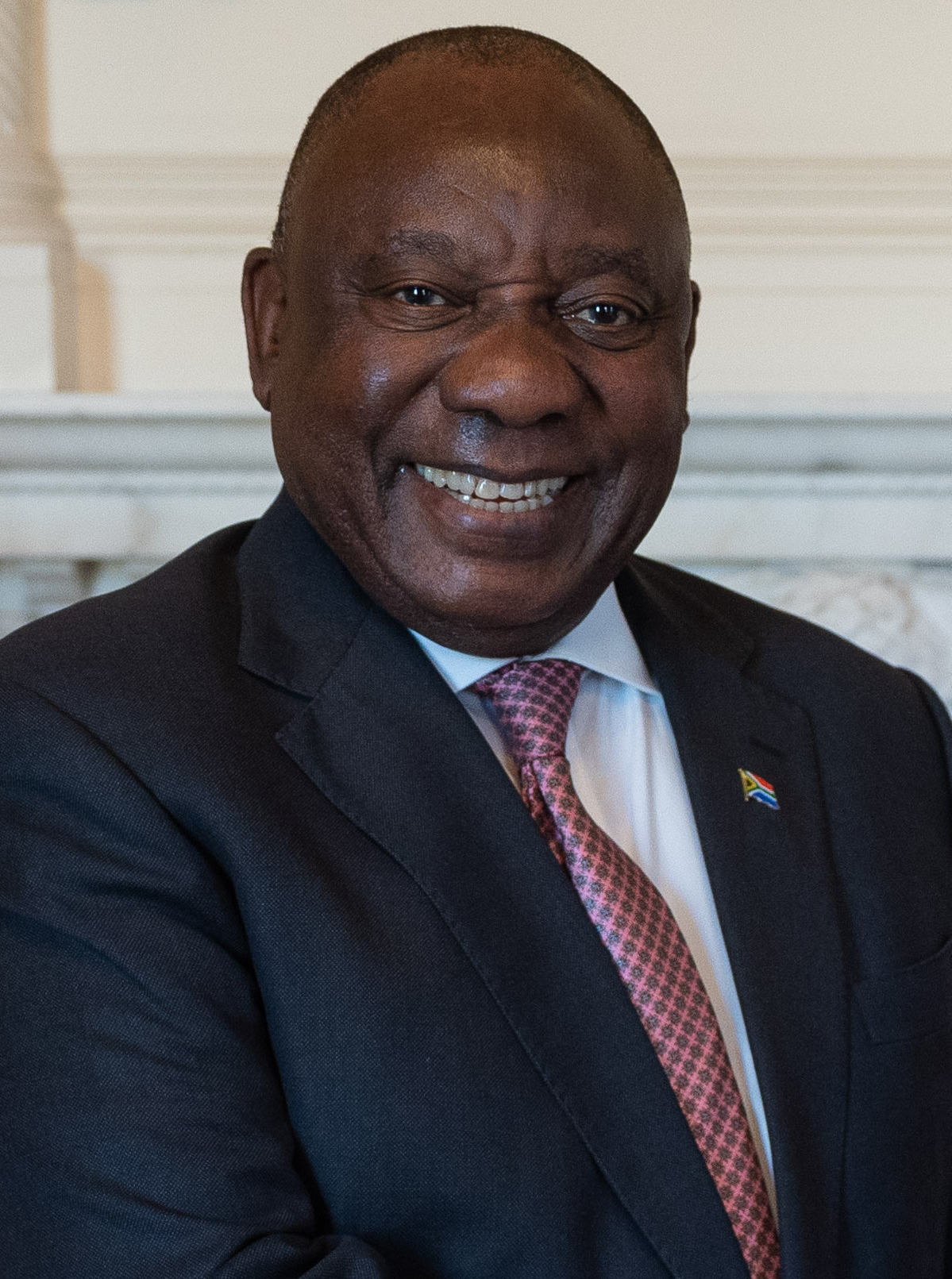
Южно-Африканская Республика Сирил Рамафоса, Президент
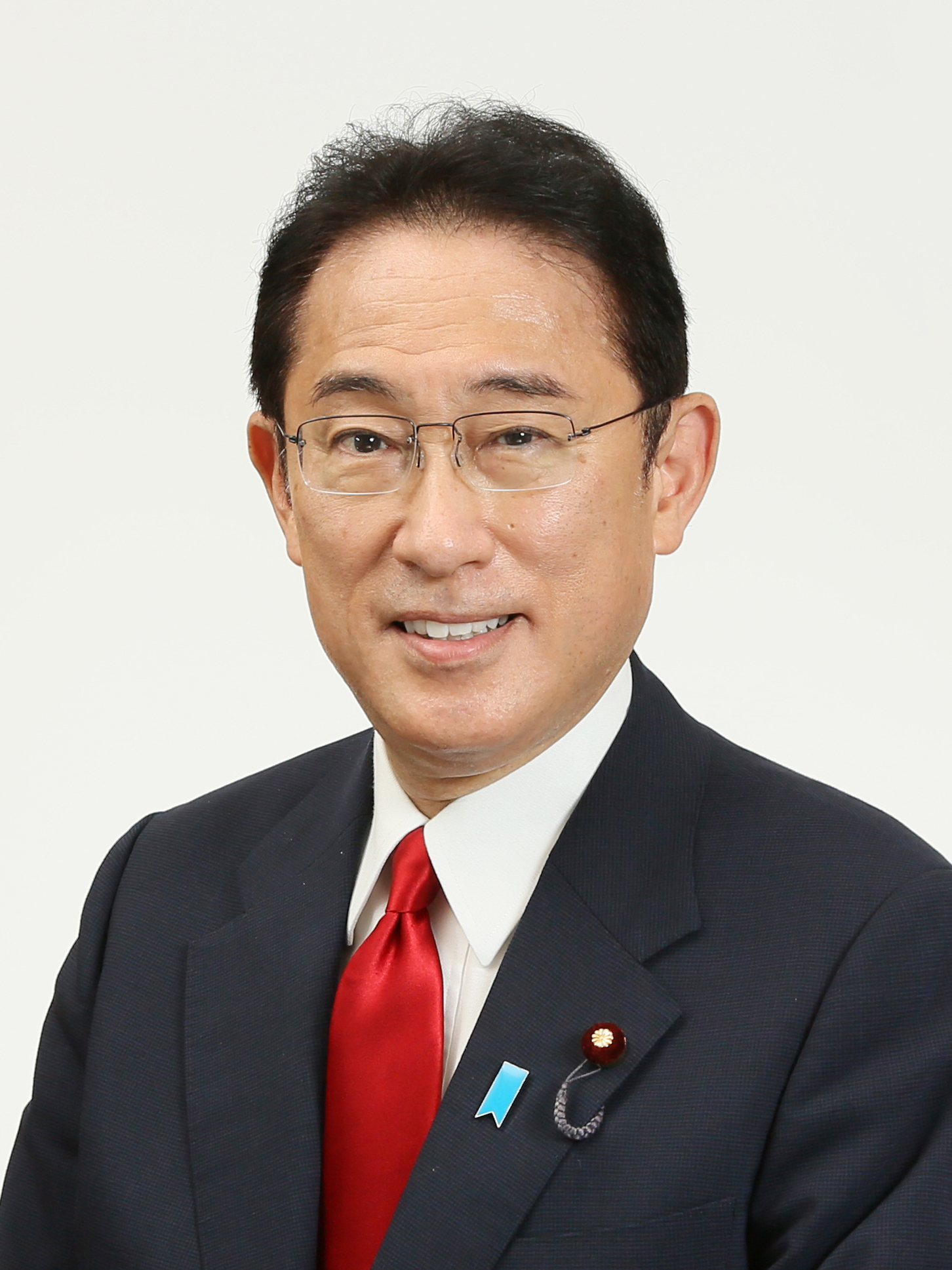
Япония Фумио Кисида, Премьер-министр
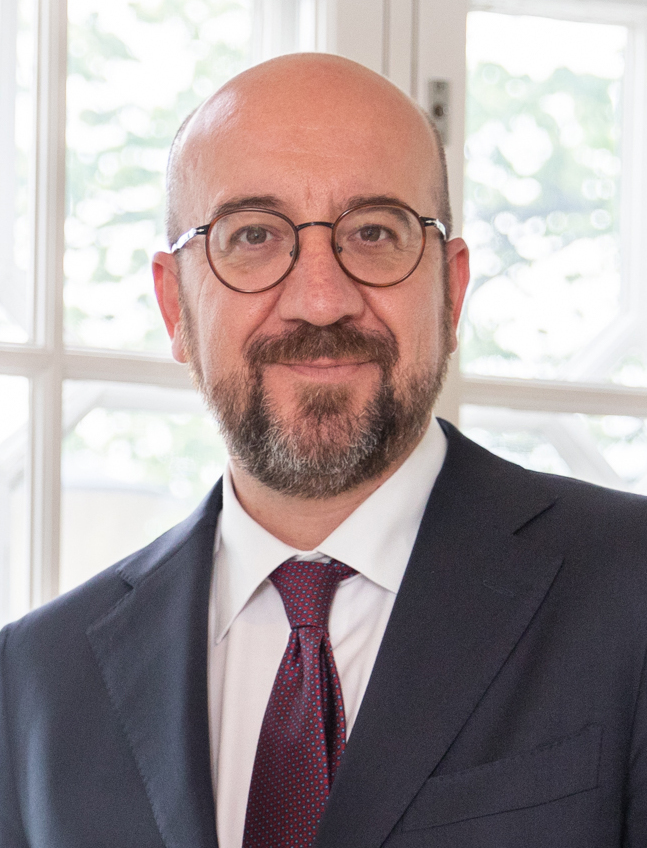
Шарль Мишель, Председатель Европейского совета
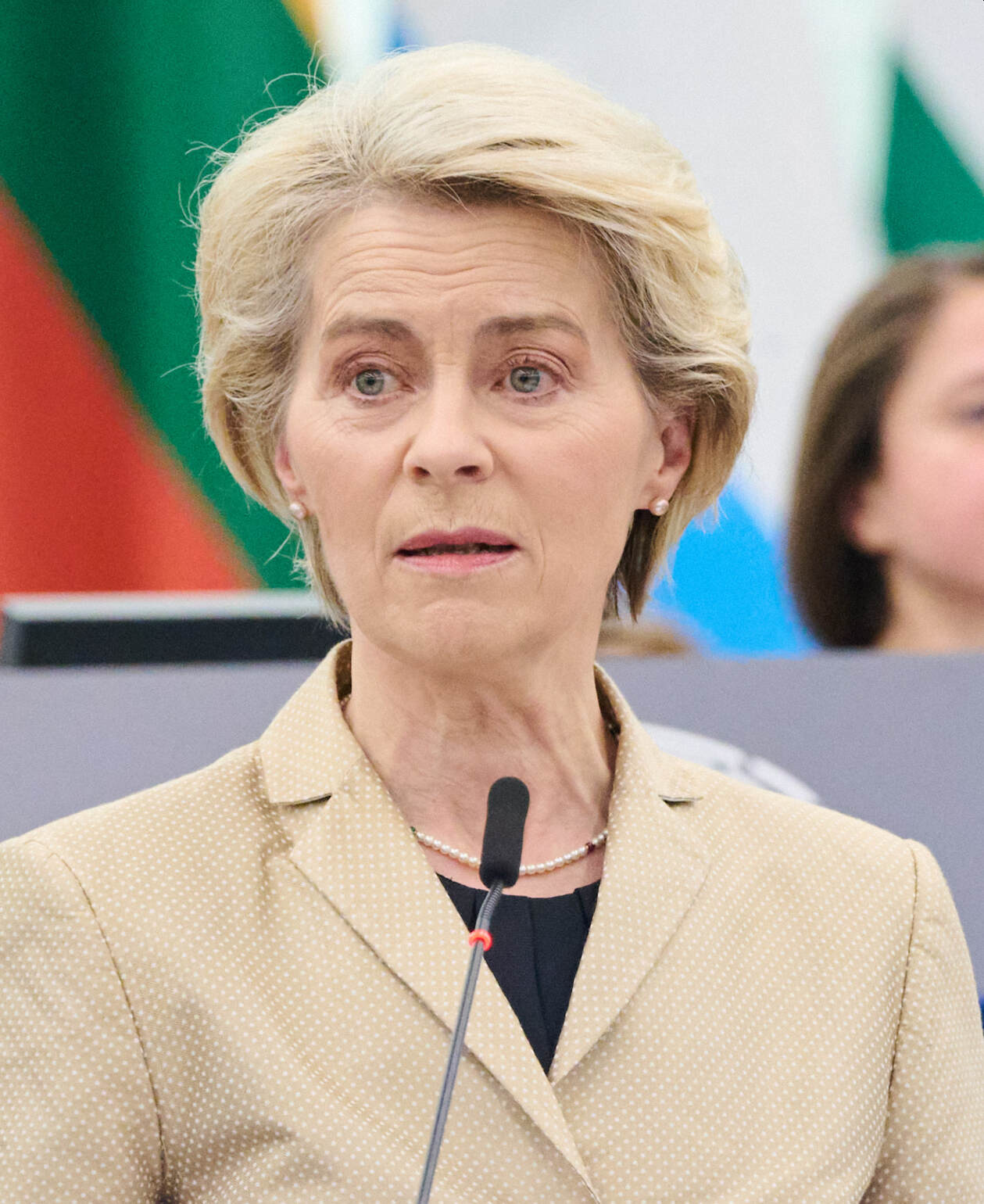
Урсула фон дер Ляйен, Председатель Европейской комиссии

### Приглашены в качестве гостей

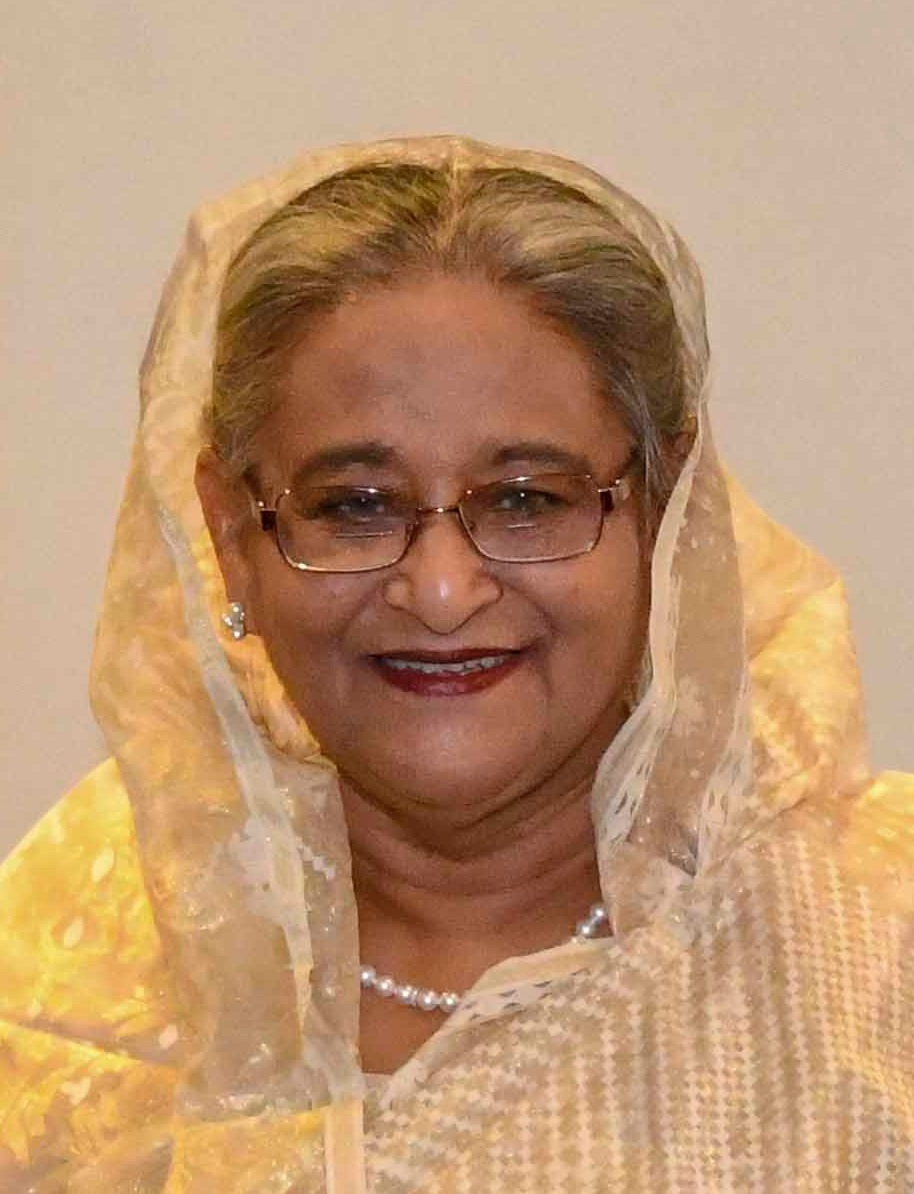
BGD Шейх Хасина, премьер-министр
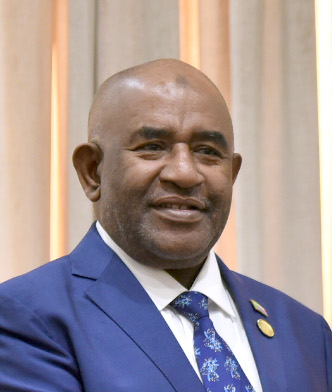
COM Азали Ассумани, Президент, Председатель Африканского союза в 2023 г.
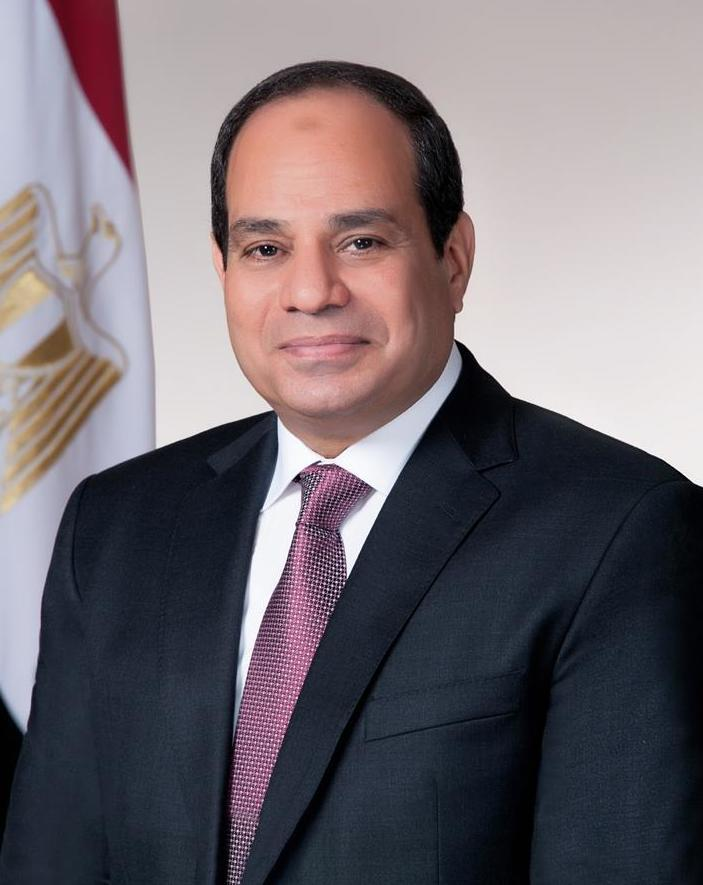
EGY Абдул-Фаттах Ас-Сиси, Президент, Председатель NEPAD в 2023 г.
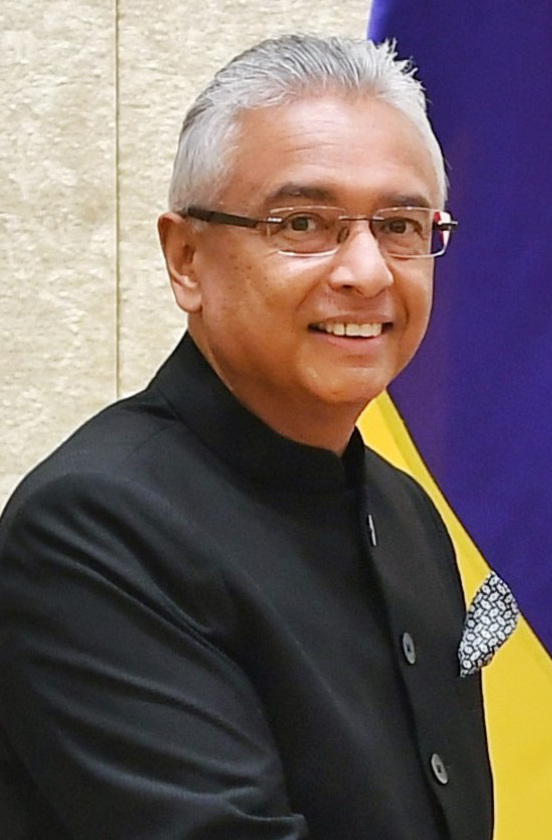
MUS Правинд Джагнот, Премьер-министр
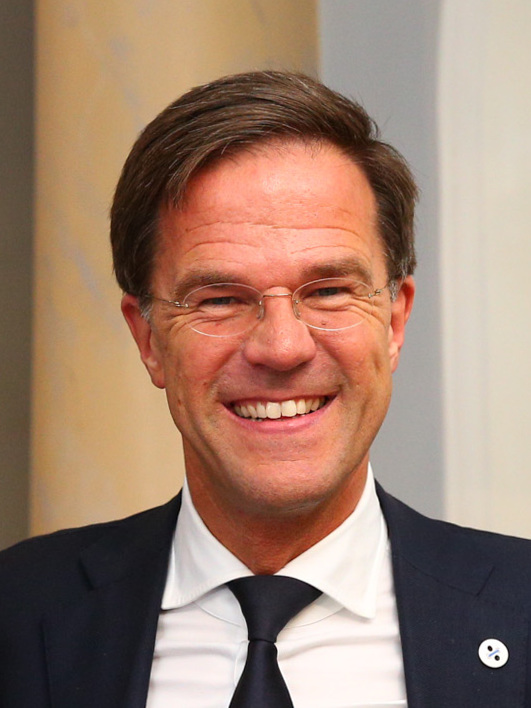
NLD Марк Рютте, Премьер-министр
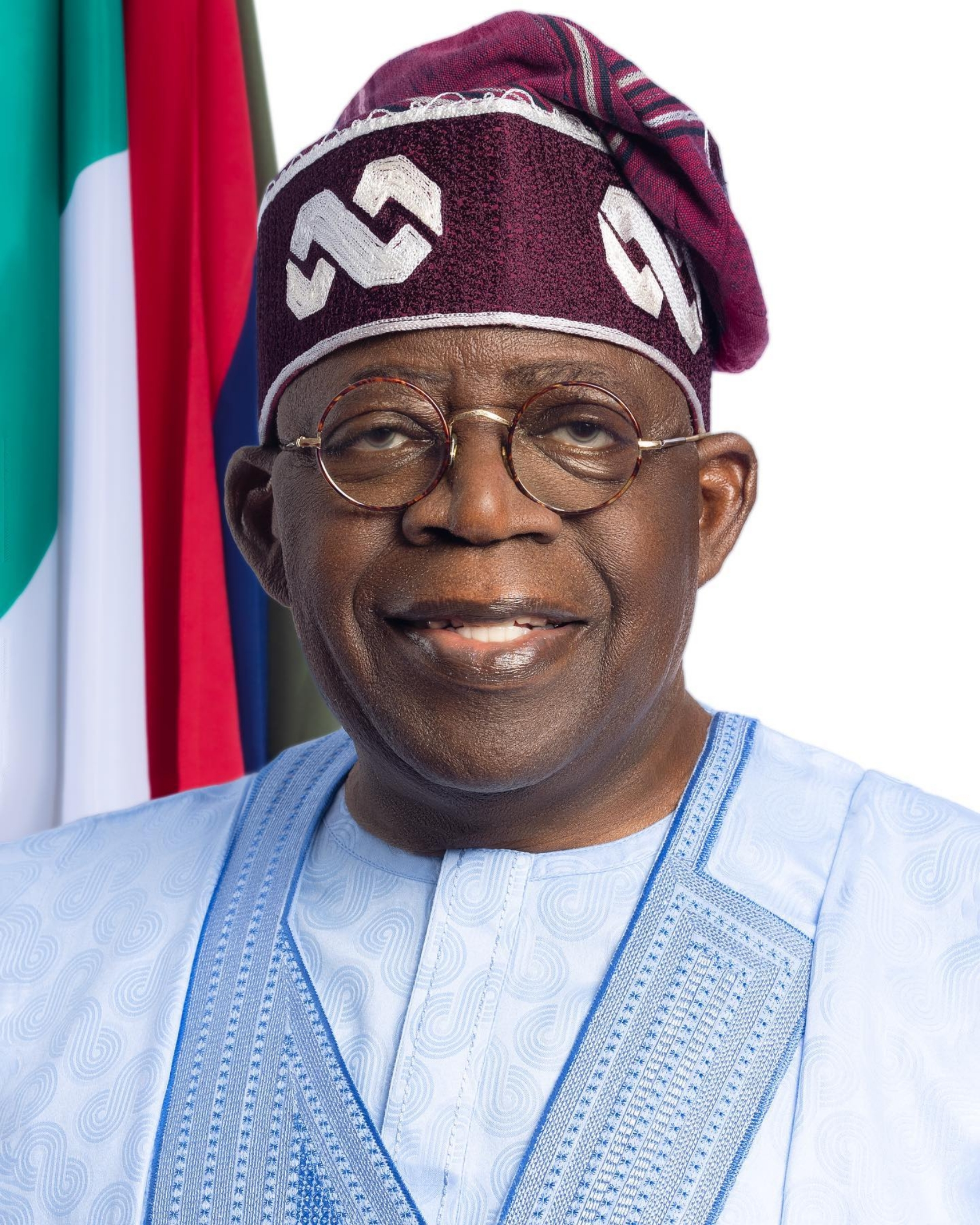
NGA Бола Тинубу, Президент
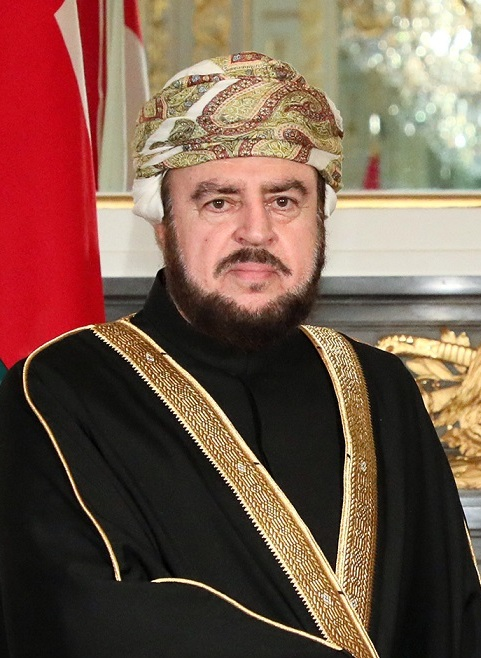
OMN Асад бен Тарик, Заместитель премьер-министра
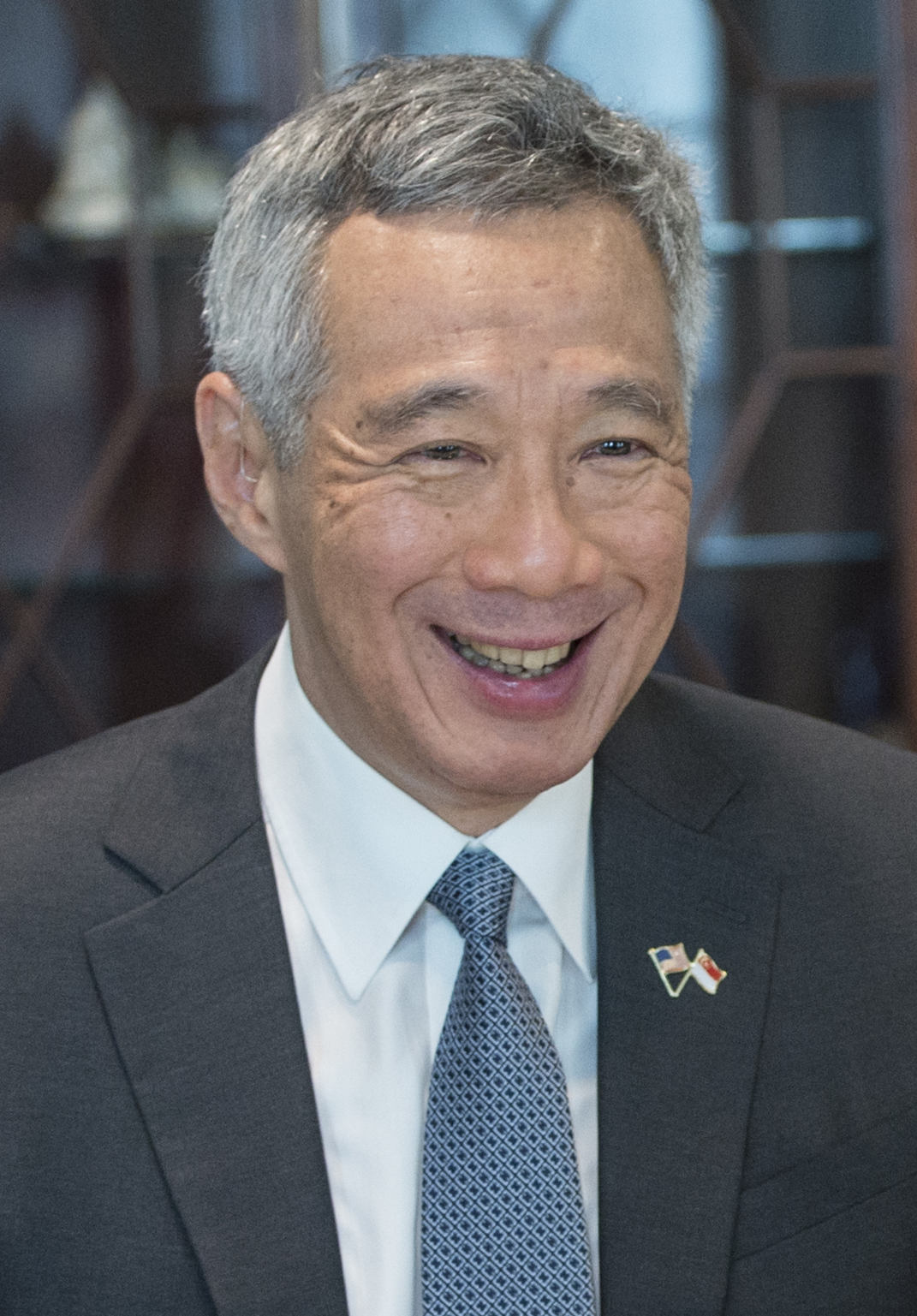
SGP Ли Сянь Лун, Премьер-министр
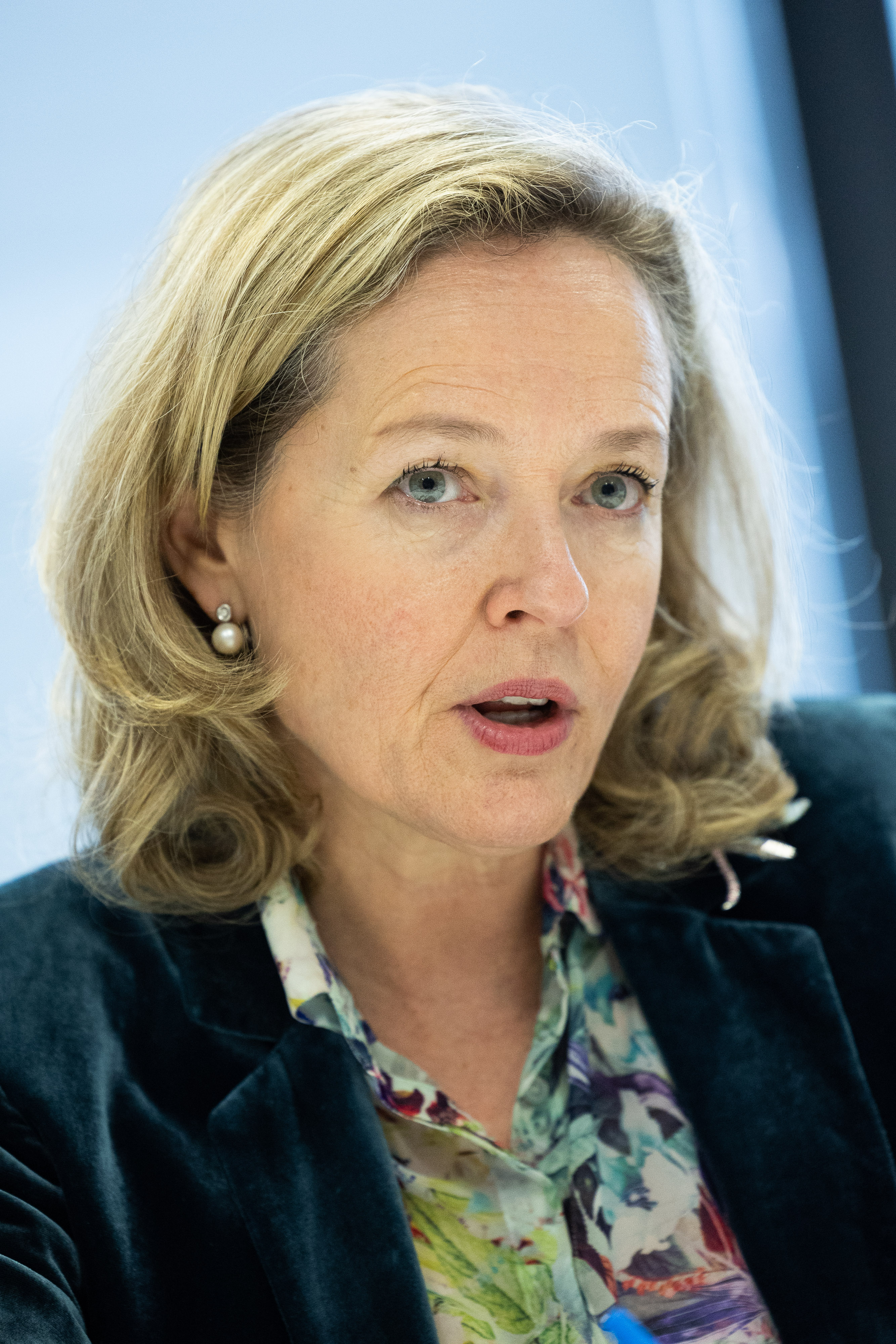
ESP Надия Кальвиньо, Заместитель премьер-министра, Приглашенный постоянный гость
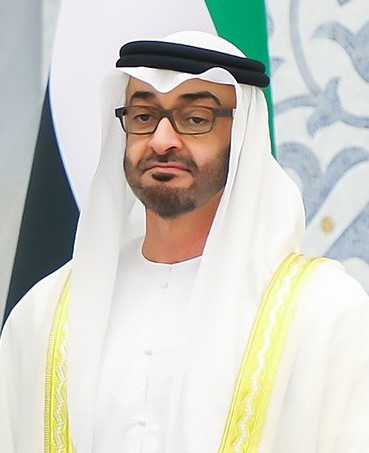
UAE Мухаммад ибн Заид Аль Нахайян, Президент

- Бангладеш
  Шейх Хасина, премьер-министр[3][4]
- Коморы
 Азали Ассумани, Президент,
Председатель Африканского союза в 2023 г.
- Египет
Абдул-Фаттах Ас-Сиси, Президент,[3] 
Председатель NEPAD в 2023 г.
- Маврикий
Правинд Джагнот, Премьер-министр[3]
- Нидерланды
Марк Рютте, Премьер-министр[3]
- Нигерия
Бола Тинубу, Президент[3][5][6]
- Оман
Асад бен Тарик, Заместитель премьер-министра[3]
- Сингапур
Ли Сянь Лун, Премьер-министр[3]
- Испания
Надия Кальвиньо,
Заместитель премьер-министра,[3]
Приглашенный постоянный гость
- ОАЭ
Мухаммад ибн Заид Аль Нахайян, Президент[3]

## Итоги
Во время саммита были заключены соглашения, связанные с климатом и биологическим топливом. Было достигнуто соглашение о поощрении увеличении в 3 раза мощностей возобновляемых источников энергии. Индия, США и Бразилия создали альянс, ставящий перед собой цель по уменьшению выбросов в атмосферу за счёт торговли биотопливом, получаемым из отходов животных и растений.
Были заключены договорённости между разными странами о развитии транспортной системы между Южной Азией и Ближним востоком. 
По итогам саммита было опубликовано заключительное заявление, осуждающее применение силы для территориальных приобретений. В заявлении не упоминается Россия, что вызвало недовольство со стороны Украины. По поводу заявления был достигнут консенсус, который поддержали в том числе Великобритания и США.